# Västra Ukraina

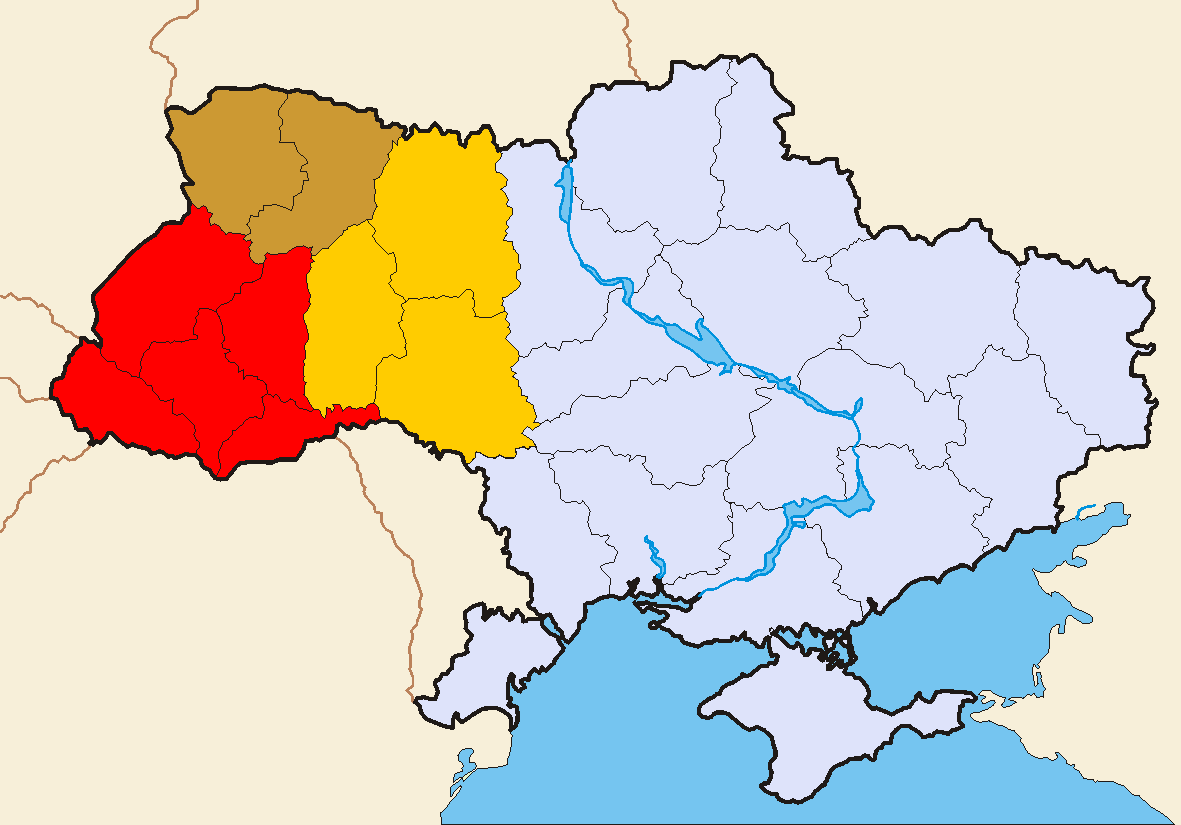
Ett antal olika oblast kan geografiskt räknas som del av västra Ukraina:
Röd – räknas alltid in.
Brun – räknas ofa in.
Orange – räknas ibland in.

Ukraina har en stor ryskspråkig befolkning i öster och söder/sydöst. Det motsvarar de ljusare områdena på kartan. Siffrorna är för andelen med ukrainska som modersmål vid folkräkningen 2001.

Västra Ukraina är den del av landet som inte ligger i östra, norra, centrala eller södra Ukraina. Denna geografiska definition syftar oftast på områden som ligger väster om Kiev. Ibland används benämningen politiskt, som beteckning för ett betydligt större område, och ställs då i motsats till (östra Ukraina).

## Definition och historia
Västra Ukraina är ingen administrativ term men definieras huvudsakligen utifrån den europeiska 1900-talshistorien och de världskrig och annekteringar som dessa förde med sig. Västra Ukraina inkluderar då i regel områden som under mellankrigstiden tillhörde Polen. Vid andra världskrigets utbrott integrerades dessa delar i Ukrainska SSR, som före krigsutbrottet omfattade resten av de områden som senare kom att bilda den självständiga staten Ukraina (minus Krim som tillkom 1954). Västra Ukraina har även varit starkt präglat av att under långa tider ha tillhört antingen polska eller österrikiska statsbildningar. Detta gör landsändan än idag är olik andra delar av landet.

## Politisk användning
Begreppet har även använts i motsats till östra Ukraina, i samband med kulturella och politiska skillnader mellan områden i landet där rysk kultur och språk är stark respektive svag. En viktig skiljelinje i ukrainsk politik går mellan de östra/sydöstra och västra/centrala delarna av landet. I samband med oroligheterna i Ukraina 2014 har ett scenario med en delning av Ukraina, där östra Ukraina ställts mot andra, västligare delar av landet, aktualiserats.